# Francisco González Metilli
Francisco González Metilli (Tandil, Argentina; 29 de marzo de 1997) es un futbolista argentino. Juega de centrocampista y su equipo actual es Belgrano de Córdoba de la Primera División de Argentina
En 2023 fue nominado al Premio Puskás 2022 por su gol ante Rosario Central, jugando para Central Córdoba.

## Trayectoria

### Inicios
Comenzó sus inicios en el Club Independiente de Tandil, donde en sus primeros pasos jugó en la primera de dicho club.
Luego profesionalmente la carrera de González Metilli comenzó con el Club Ramón Santamarina. Hizo su debut profesional el 14 de marzo de 2016 durante una derrota ante Nueva Chicago, sustituyendo a Gonzalo Ludueña a los 63 minutos. Su primera titularidad llegó en mayo siguiente ante el Independiente Rivadavia, aunque duró solo 19 minutos, ya que fue expulsado en la primera parte tras dos tarjetas amarillas en diferentes minutos. En octubre de 2017, González Metilli marcó su primer gol contra el Atlético de Rafaela, antes de hacer un doblete sobre Instituto de Córdoba 12 meses después. En enero de 2019, Argentinos Juniors de la Primera División fichó a González Metilli.
Hizo su debut en Primera División con Argentinos Juniors el 28 de enero de 2019, durante 50 minutos en la derrota por 2-0 ante el Club Atlético Colón. En julio de 2019, González Metilli fue cedido a Estudiantes de Caseros de la  Primera B Nacional hasta junio de 2020. Marcó en su debut contra Mitre el 16 de agosto, que precedió a otros seis goles en 24 apariciones en total para el club. En julio de 2020, el préstamo se extendió hasta el 31 de diciembre.

### Tigre
En 2021 fue cedido a préstamo al Club Atlético Tigre, con el equipo de Victoria logró el título de campeón y el ascenso a la Primera División.

### Estadísticas
- Actualizado al 1 de agosto de 2022

| Club                            | Div.                | Temporada           | Liga  | Liga  | Liga   | Copa Nacional | Copa Nacional | Copa Nacional | Copa Internacional | Copa Internacional | Copa Internacional | Total | Total |
| Club                            | Div.                | Temporada           | Part. | Goles | Asist. | Part.         | Goles         | Asist.        | Part.              | Goles              | Asist.             | Part. | Goles |
| ------------------------------- | ------------------- | ------------------- | ----- | ----- | ------ | ------------- | ------------- | ------------- | ------------------ | ------------------ | ------------------ | ----- | ----- |
| Santamarina Argentina           | 2.ª                 | 2016                | 6     | 0     | -      | -             | -             | -             | -                  | -                  | -                  | 6     | 0     |
| Santamarina Argentina           | 2.ª                 | 2016-17             | 20    | 0     | -      | 1             | 0             | -             | -                  | -                  | -                  | 21    | 0     |
| Santamarina Argentina           | 2.ª                 | 2017-18             | 21    | 1     | -      | -             | -             | -             | -                  | -                  | -                  | 21    | 1     |
| Santamarina Argentina           | 2.ª                 | 2018-19             | 12    | 3     | -      | -             | -             | -             | -                  | -                  | -                  | 12    | 3     |
| Santamarina Argentina           | Total               | Total               | 59    | 4     | 0      | 1             | 0             | 0             | -                  | -                  | -                  | 60    | 4     |
| Argentinos Juniors Argentina    | 1.ª                 | 2018-19             | 1     | 0     | -      | 1             | 0             | -             | -                  | -                  | -                  | 2     | 0     |
| Argentinos Juniors Argentina    | Total               | Total               | 1     | 0     | 0      | 1             | 0             | 0             | -                  | -                  | -                  | 2     | 0     |
| Estudiantes (BA) Argentina      | 2.ª                 | 2019-20             | 20    | 7     | 1      | 4             | 0             | 2             | -                  | -                  | -                  | 24    | 7     |
| Estudiantes (BA) Argentina      | 2.ª                 | 2020                | 10    | 1     | 2      | -             | -             |               | -                  | -                  | -                  | 10    | 1     |
| Estudiantes (BA) Argentina      | Total               | Total               | 30    | 8     | 3      | 4             | 0             | 2             | -                  | -                  | -                  | 34    | 8     |
| Tigre Argentina                 | 2.ª                 | 2021                | 28    | 1     | -      | 3             | 0             | -             | -                  | -                  | -                  | 31    | 1     |
| Tigre Argentina                 | Total               | Total               | 28    | 1     | 0      | 3             | 0             | 0             | -                  | -                  | -                  | 31    | 1     |
| Central Córdoba (SdE) Argentina | 1.ª                 | 2022                | 26    | 4     | 5      | 15            | 2             | -             | -                  | -                  | -                  | 25    | 5     |
| Central Córdoba (SdE) Argentina | Total               | Total               | 26    | 4     | 5      | 15            | 2             | 0             | -                  | -                  | -                  | 25    | 5     |
| Argentinos Juniors Argentina    | 1.ª                 | 2023                | 25    | 6     | 2      | 13            | 4             | 4             | 8                  | 1                  | 1                  | 38    | 11    |
| Total en su carrera             | Total en su carrera | Total en su carrera | 128   | 23    | 10     | 24            | 2             | 6             | 8                  | 1                  | 1                  | 152   | 26    |

## Palmarés

### Campeonatos nacionales
| Título           | Club        | País      | Año  |
| ---------------- | ----------- | --------- | ---- |
| Primera Nacional | C. A. Tigre | Argentina | 2021 |